# Finca Barrau
La Finca Barrau és un monument del municipi de Valls (Alt Camp) protegit com a bé cultural d'interès local.

## Descripció
Edifici aïllat envoltat d'un gran jardí (superfície finca: 3298 m2). Té estructura irregular, amb planta baixa i un pis. Està dividit en tres grans cossos. En el centre s'obre l'entrada, porxada, amb dues columnes amb capitells jònics, que sostenen un balcó amb barana de ferro. La part corresponent a la façana posterior presenta una àmplia terrassa semicircular amb balaustrada. Totes les finestres, d'arc pla, són nobles i d'inspiració classicista. Les de pis es limiten a timpàs d'arc rebaixat o triangular. Damunt del cos de la dreta hi ha una torreta de planta quadrada amb balcó volat al voltant. L'obra és de pedra.

## Història
En el seu origen, la funció de l'edifici era residencial, construïda a principis del segle XX per Antoni Massó. En l'època de la guerra civil espanyola la finca fou confiscada i es va convertir en parc municipal. En acabar el conflicte bèl·lic, tornà a ser propietat privada. A partir de la dècada del 70, s'iniciaren converses entre l'Ajuntament i els propietaris de la finca, que ja no hi residien, per tal d'intentar arribar a un acord de municipalització de la finca per a ús públic. Fins al moment no s'ha produït cap acord i la finca es troba en estat d'abandó, que encara no és irrebersible.